# 18e étape du Tour de France 1987
La 18e étape du Tour de France 1987 s'est déroulée le 19 juillet 1987. Il s'agissait d'un contre-la-montre de 36,5 km entre Carpentras et le sommet du mont Ventoux.
Cette étape a été marquée par l'exploit de Jean-François Bernard, qui remporte une victoire lui permettant de prendre le maillot jaune. Il le perdra dès le lendemain entre Valréas et Villard-de-Lans, victime d'une crevaison et perdra ainsi toute chance de remporter ce Tour de France. Il arrivera à plus de 4 minutes de l'ensemble des favoris.

## Classement de l'étape
| \| Classement de l'étape \| Classement de l'étape \| Classement de l'étape \| Classement de l'étape \| Classement de l'étape \| \| Coureur \| Coureur \| Pays \| Équipe \| Temps \| \| --------------------- \| --------------------- \| --------------------- \| ---------------------- \| --------------------- \| \| 1er \| Jean-François Bernard \| France \| Toshiba-La Vie claire \| 1 h 19 min 44 s \| \| 2e \| Luis Herrera \| Colombie \| Café de Colombia-Varta \| + 1 min 39 s \| \| 3e \| Pedro Delgado \| Espagne \| PDM-Ultima-Concorde \| + 1 min 51 s \| \| 4e \| Fabio Parra \| Colombie \| Café de Colombia-Varta \| + 2 min 04 s \| \| 5e \| Stephen Roche \| Irlande \| Carrera Jeans-Vagabond \| + 2 min 19 s \| \| 6e \| Martial Gayant \| France \| Système U \| + 2 min 52 s \| \| 7e \| Rafael Acevedo \| Colombie \| Café de Colombia-Varta \| + 3 min 05 s \| \| 8e \| Denis Roux \| France \| Z-Peugeot \| + 3 min 34 s \| \| 9e \| Charly Mottet \| France \| Système U \| + 3 min 58 s \| \| 10e \| Pablo Wilches \| Colombie \| \| + 4 min 18 s \| |                       |          |                        |                 |
| |                       |          |                        |                 |
| Sources : ProCyclingStats Cycling Archives |                       |          |                        |                 |
| Classement de l'étape |                       |          |                        |                 |
| Coureur | Coureur               | Pays     | Équipe                 | Temps           |
| 1er | Jean-François Bernard | France   | Toshiba-La Vie claire  | 1 h 19 min 44 s |
| 2e | Luis Herrera          | Colombie | Café de Colombia-Varta | + 1 min 39 s    |
| 3e | Pedro Delgado         | Espagne  | PDM-Ultima-Concorde    | + 1 min 51 s    |
| 4e | Fabio Parra           | Colombie | Café de Colombia-Varta | + 2 min 04 s    |
| 5e | Stephen Roche         | Irlande  | Carrera Jeans-Vagabond | + 2 min 19 s    |
| 6e | Martial Gayant        | France   | Système U              | + 2 min 52 s    |
| 7e | Rafael Acevedo        | Colombie | Café de Colombia-Varta | + 3 min 05 s    |
| 8e | Denis Roux            | France   | Z-Peugeot              | + 3 min 34 s    |
| 9e | Charly Mottet         | France   | Système U              | + 3 min 58 s    |
| 10e | Pablo Wilches         | Colombie |                        | + 4 min 18 s    |

## Classement général
| \| Classement général \| Classement général \| Classement général \| Classement général \| Classement général \| \| Coureur \| Coureur \| Pays \| Équipe \| Temps \| \| ------------------ \| --------------------- \| ------------------ \| --------------------- \| ------------------ \| \| 1er \| Jean-François Bernard \| France \| Toshiba-La Vie claire \| \| |                       |        |                       |       |
| |                       |        |                       |       |
| Sources : ProCyclingStats Cycling Archives |                       |        |                       |       |
| Classement général |                       |        |                       |       |
| Coureur | Coureur               | Pays   | Équipe                | Temps |
| 1er | Jean-François Bernard | France | Toshiba-La Vie claire |       |

## Sources
- letour.fr